# Vilablareix
Vilablareix is een gemeente in de Spaanse provincie Girona in de regio Catalonië met een oppervlakte van 6 km². Vilablareix telt 2.636 inwoners (1 januari 2016).
De gemeente Vilablareix kwam op 10 mei 2012 in het nieuws toen ze door het Ministerie van ruimtelijke ordening en duurzame ontwikkeling van de Generalitat de Catalunya gesommeerd werd de vermelding "lid van de Associació de Municipis per la Independència (AMI)" op de naamborden bij de ingang van de gemeente te verwijderen. De burgemeester, Lluís Miquel Recoder i Miralles heeft geweigerd dit bevel uit te voeren en daarbij de volle steun van de bevolking en honderden collega's uit de AMI gekregen..

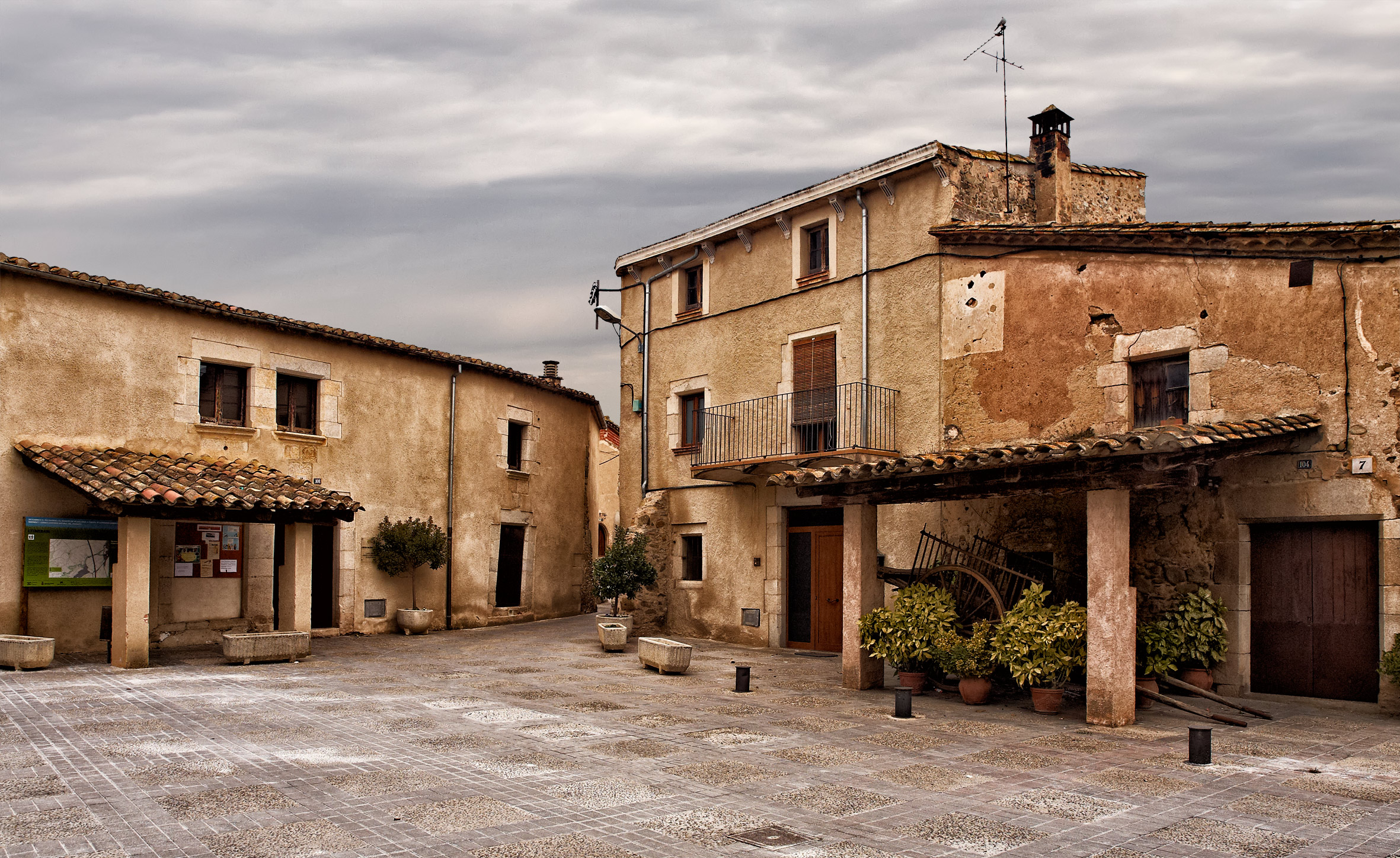
Vilablareix

## Demografische ontwikkeling
Bron: INE, 1857-2011: volkstellingen